# Haibach im Mühlkreis
Haibach im Mühlkreis är en ort och  kommun i Österrike. Den ligger i distriktet Urfahr-Umgebung i förbundslandet Oberösterreich,  150 kilometer väster om huvudstaden Wien. 
Kommunen består av 13 orter (Ortschaften) (inom parentes invånarantal 1 januari 2024):

- Affenberg (163)
- Aigen (45)
- Altenbergerstraße (54)
- Baumgarten (120)
- Blaßberg (48)
- Gusental (46)
- Haibach im Mühlkreis (74)
- Kaindorf (61)
- Mistelbach (88)
- Oberbaumgarten (89)
- Renning (117)
- Schubertweg (38)
- Wirth (31)